# 根占港

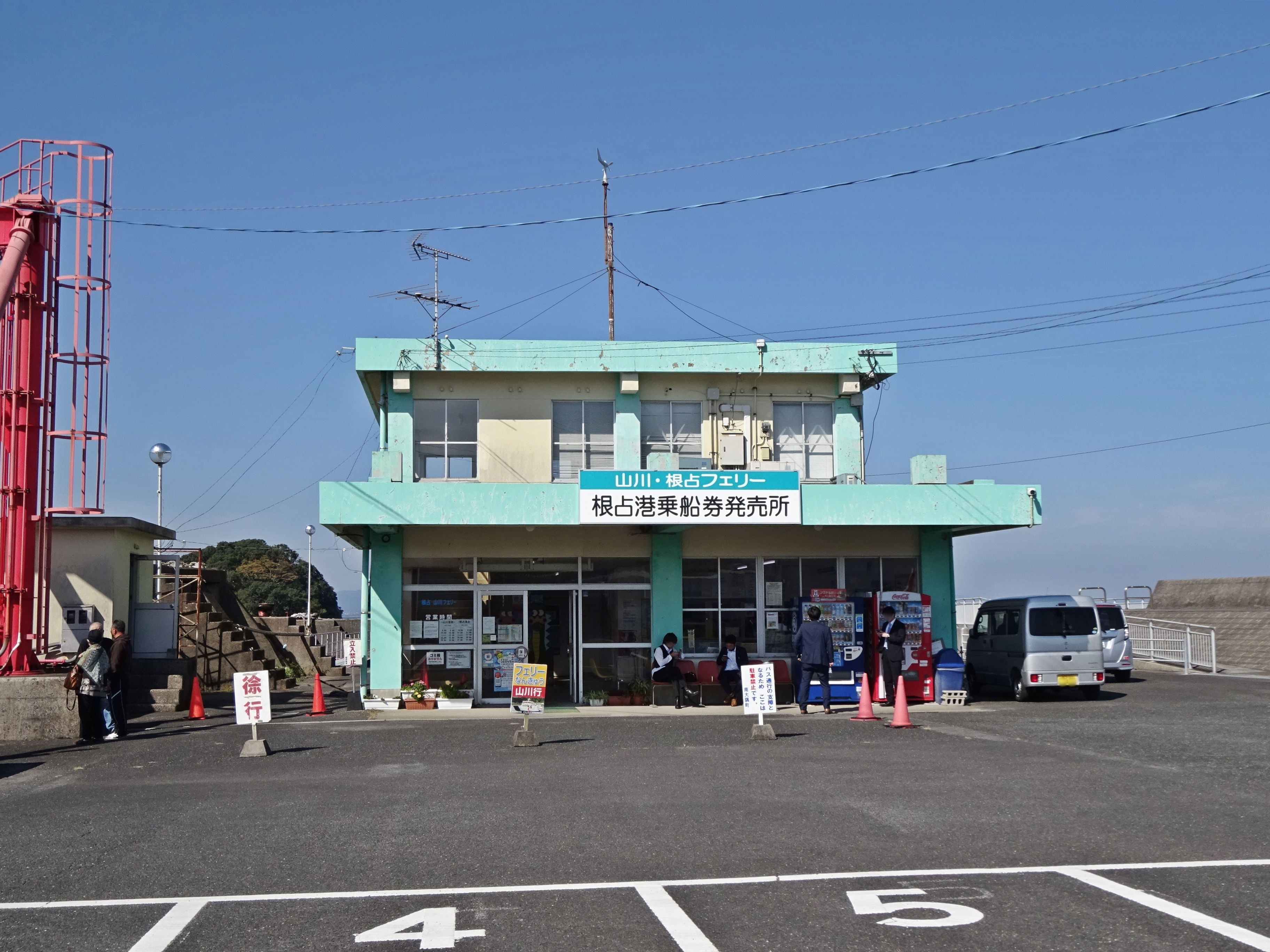
根占港フェリーターミナル

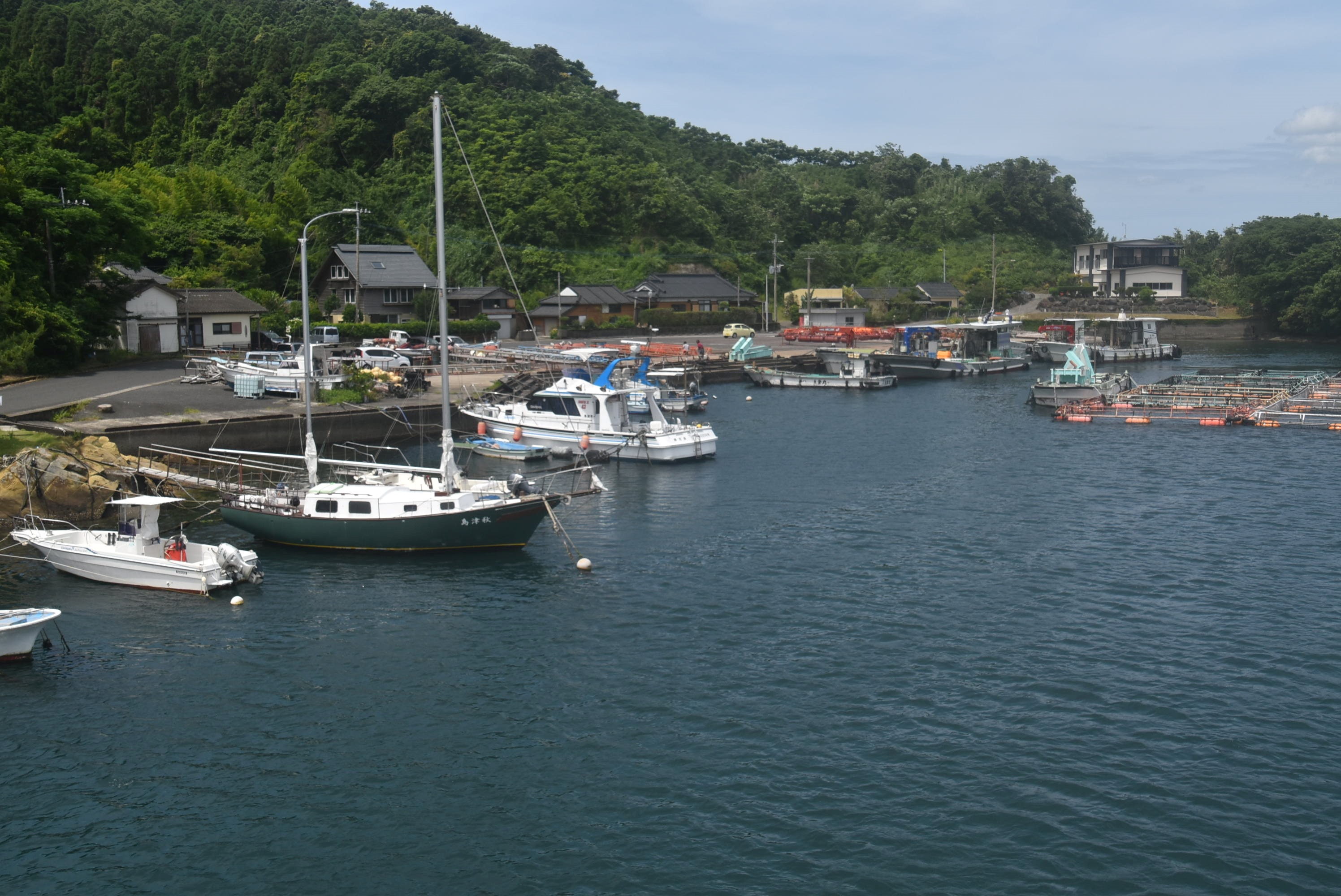
根占漁港

根占港（ねじめこう）は鹿児島県南大隅町根占にある漁港である。根占は南大隅町最大の集落で、その港は雄川の錦江湾へ河口にあり、港外では海産物の養殖も盛んである。
交通の要衝でもあり、国道269号に面していて、西へ錦江湾を渡り薩摩半島への山川・根占フェリーが出ている。付近には道の駅根占があり、雄川の滝・ねじめ温泉ネッピー館などもある。

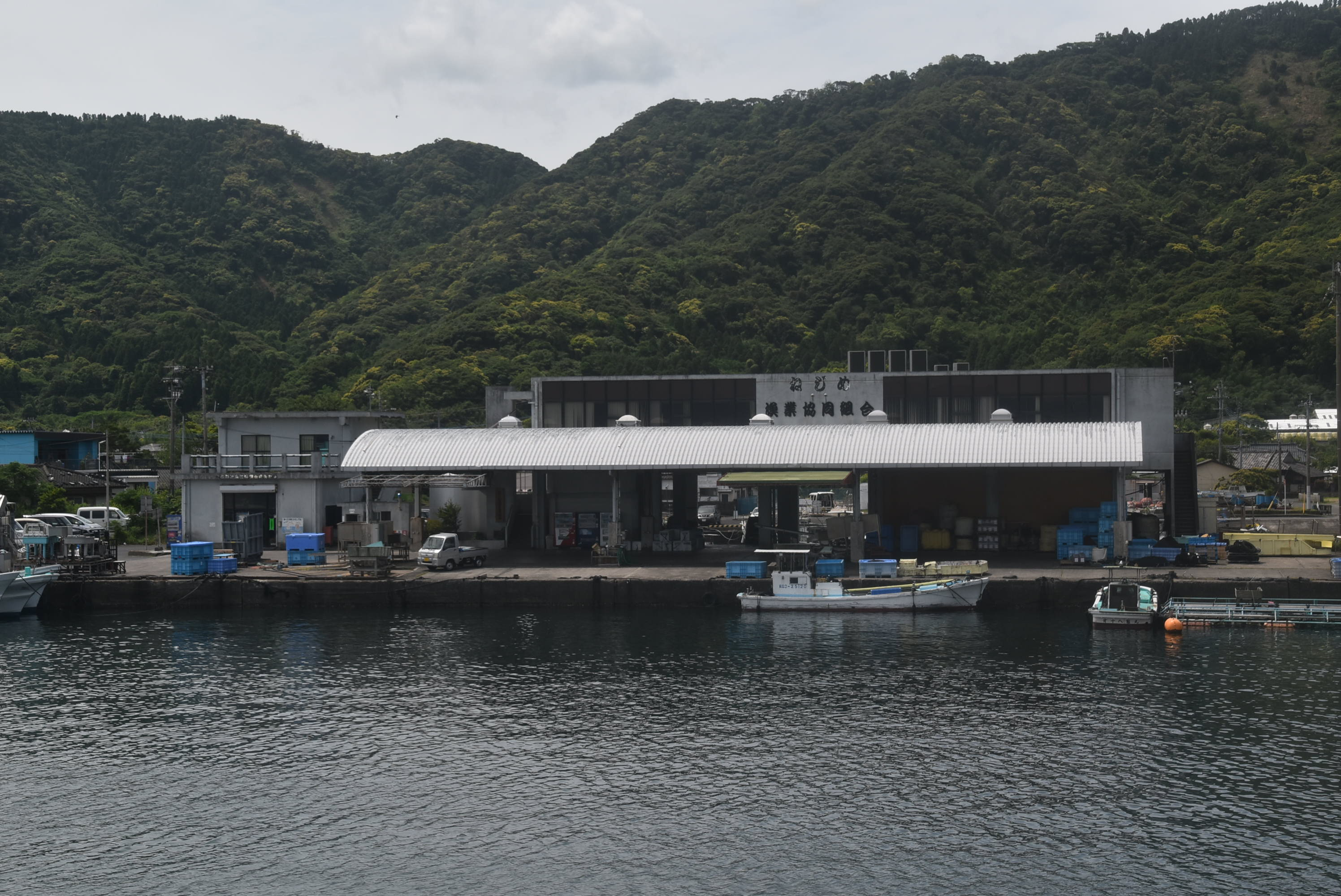
港内の漁業共同組合
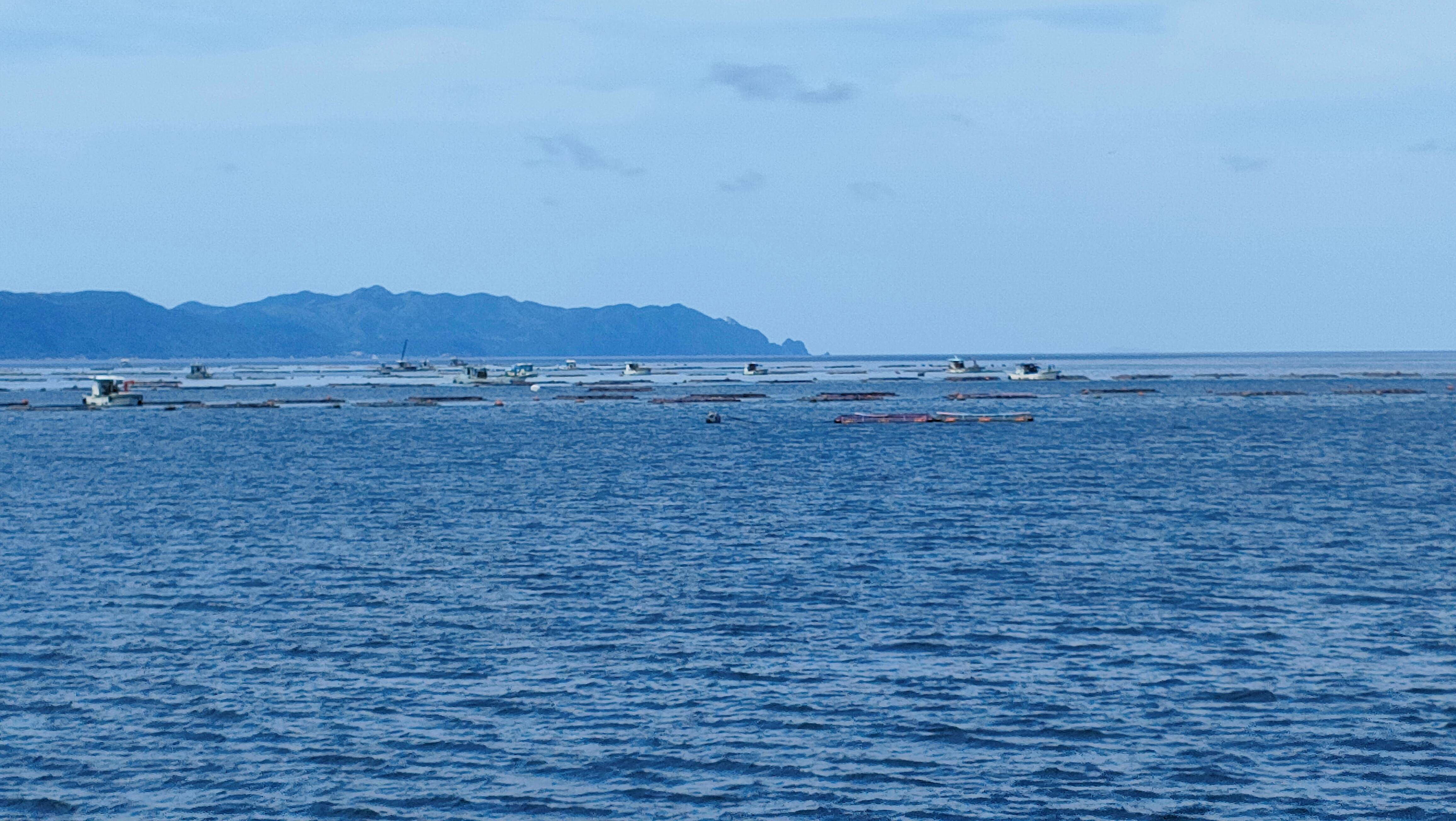
港外の養殖用生け簀
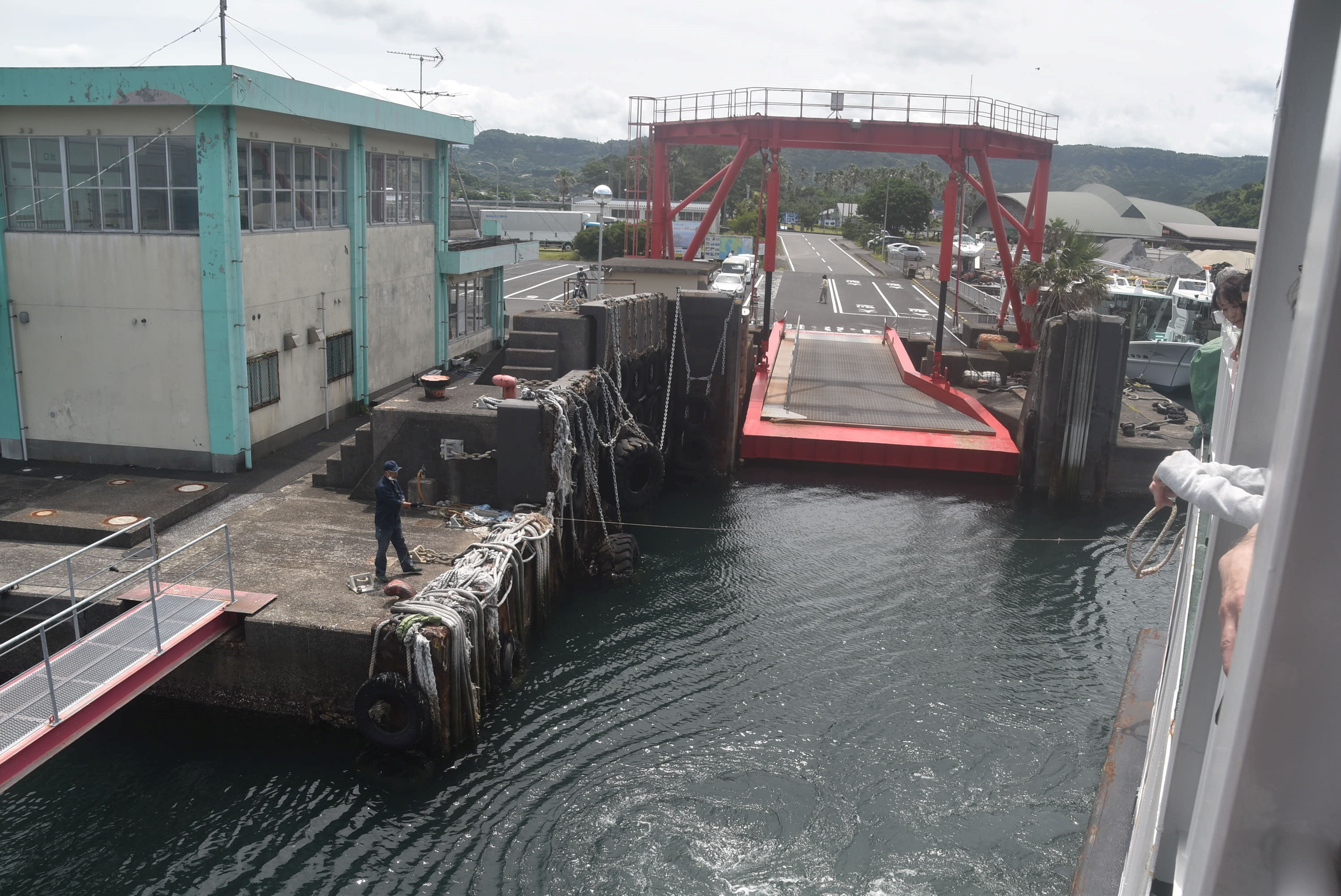
山川・根占フェリーの乗船場と事務所
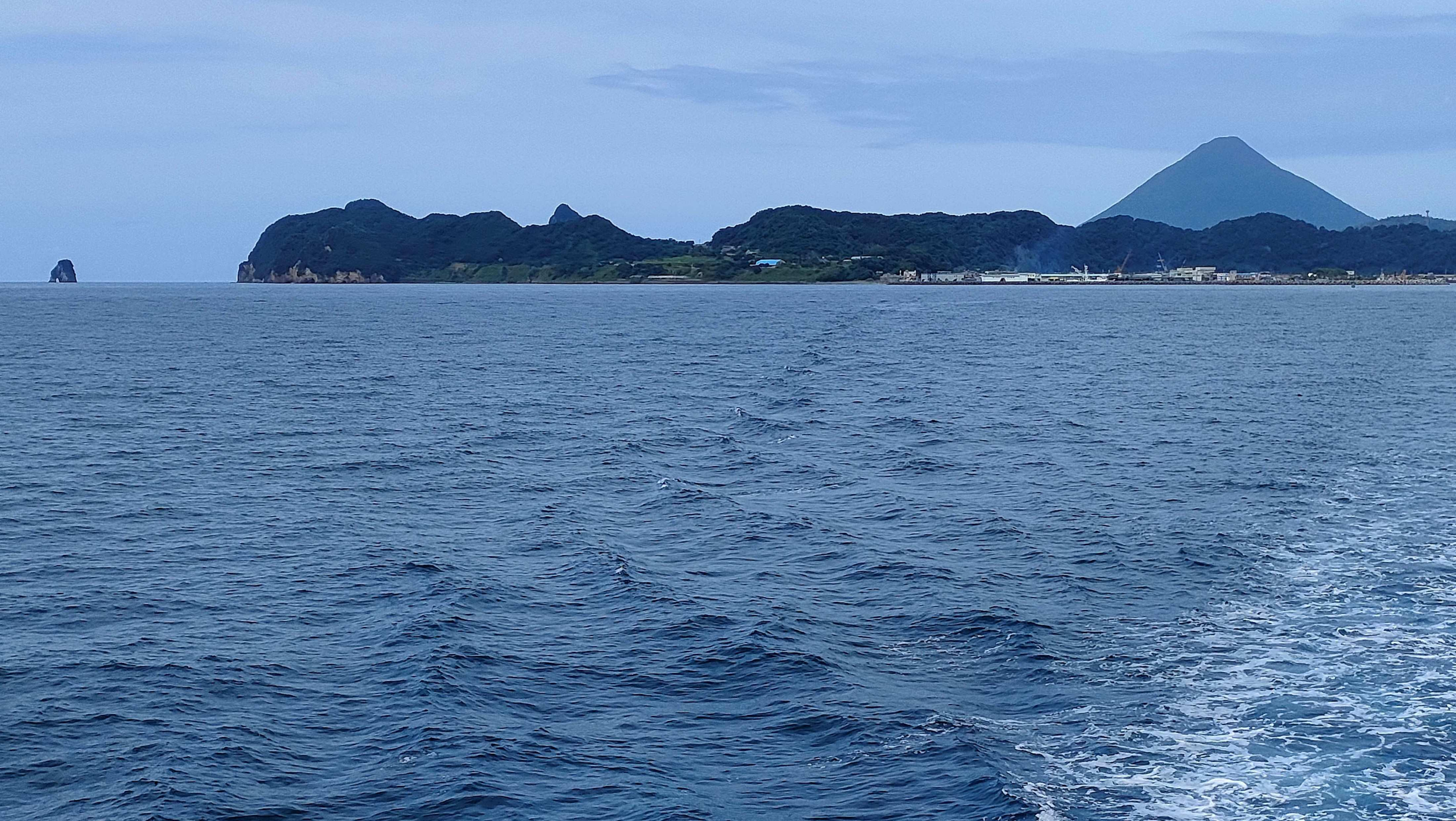
フェリー途中では遠くに対岸の開聞岳

## 交通
- 国道269号
- 山川・根占フェリー